# Bahnhof Niederwalluf

Der Bahnhof Niederwalluf ist ein ehemaliger Bahnhof und heutiger Haltepunkt im Ortsteil Niederwalluf der Gemeinde Walluf im Rheingau an der rechten Rheinstrecke zwischen Wiesbaden und Koblenz.

## Geschichte
Niederwalluf wurde am 11. August 1856 mit dem Streckenabschnitt Wiesbaden–Rüdesheim der Nassauischen Rheinbahn als Haltepunkt mit einem einfachen Empfangsgebäude eröffnet. Die Betriebsstelle wurde in den ersten Jahrzehnten zu einem Bahnhof mit mehreren Bahnhofsgleisen erweitert.
Im Jahr 1907 wurde ein neues Empfangsgebäude für den Bahnhof errichtet. Es bestand aus mehreren Putzgebäuden auf einem Bruchsteinsockel und hatte Sandsteinrahmen an Fenstern und Türen. Der nördliche Teil hatte Eckquaderungen aus Sandstein und ein Krüppelwalmdach. Das Obergeschoss war aus Fachwerk. Der Eingang zur Schalterhalle erfolgte durch den Portal-Risalit, mit Zugängen zu Wartesälen und Bahnhofsgaststätte. Ein überdachter Hausbahnsteig und ein Güterschuppen ein mit Rampe waren ebenfalls vorhanden.
Am Bahnhof wurde ein neuer Mittelbahnsteig mit einem Personentunnel angebunden. 1953 wurde im Bahnhof ein Relaisstellwerk der Bauform Dr S 2 in Betrieb genommen, das von einem Anbau am Hausbahnsteig aus bedient wurde.
Die dem Güterverkehr dienenden Gleise wurden vom Schienennetz abgeschnitten. Dadurch wurde der Mittelbahnsteig zum Außenbahnsteig. Über zwei solche Gleise wurde für einen Zugang des Außenbahnsteigs vom Pflänzerweg ein Steg errichtet.
Das Stellwerk in Niederwalluf wurde am 5. Oktober 2014 mit der Inbetriebnahme des elektronischen Stellwerks im Bahnhof Eltville außer Betrieb genommen und durch Selbstblocksignale ersetzt und die Betriebsstelle damit wieder zum Haltepunkt.
Das Empfangsgebäude und die Güterhalle stehen unter Denkmalschutz.

## Infrastruktur
Gleis 1 ist das Streckengleis in Richtung Wiesbaden und Gleis 2 das Streckengleis in Richtung Koblenz. Beide Bahnsteige haben eine Bahnsteighöhe von 34 Zentimetern und eine Nettobaulänge von knapp 170 Metern. Der Hausbahnsteig ist stufenfrei erreichbar.

## Verkehr

### Personenverkehr
Niederwalluf wird stündlich, im Berufsverkehr teilweise auch halbstündlich, durch die SPNV-Linien RB 10 und seit dem Fahrplanjahr 2019 auch RE 9 bedient.
| Linie | Linienverlauf | Takt                                                                   |
| ----- | --- | ---------------------------------------------------------------------- |
| RE 9  | RheingauExpress: Eltville – Niederwalluf – Wiesbaden-Schierstein – Wiesbaden-Biebrich – Mainz-Kastel – Frankfurt-Höchst – Frankfurt (Main) Hbf Stand: Fahrplanwechsel Dezember 2023 | 60 min (nur zur HVZ)                                                   |
| RB 10 | RheingauLinie: Frankfurt (Main) Hbf – Frankfurt-Höchst – Mainz-Kastel – Wiesbaden Hbf – Wiesbaden-Biebrich – Wiesbaden-Schierstein – Niederwalluf – Eltville – Erbach (Rheingau) – Hattenheim – Oestrich-Winkel – Geisenheim – Rüdesheim (Rhein) – Assmannshausen – Lorch (Rhein) – Lorchhausen – Kaub – St. Goarshausen – Kestert – Kamp-Bornhofen – Filsen – Osterspai – Braubach – Oberlahnstein – Niederlahnstein – Koblenz Hbf – Koblenz Stadtmitte – Neuwied Stand: Fahrplanwechsel Dezember 2023 | 60 min 30 min (Frankf.–Assmannshausen) 30 min (Frankf.–KO Hbf zur HVZ) |

Die Bushaltestelle Bahnhof Niederwalluf liegt zirka 100 m weit entfernt im Pflänzerweg. Von dort verkehrt die Expressbuslinie X79 der Nassauischen Verkehrs-GmbH:
X79 Bad Schwalbach Kurhaus – Bahnhof Niederwalluf – Wiesbaden-Biebrich

### Güterverkehr
Der Güterverkehr im Bahnhof wurde Ende des 20. Jahrhunderts eingestellt. Zuvor nutzte die Familie Wehle den Güterbahnhof zum Umschlag von Metall und Schrott. Unmittelbar neben dem Bahnhof befand sich in den 1970er Jahren ein Schrottplatz.